# Bezpieczeństwo inherentne
Bezpieczeństwo inherentne – bezpieczeństwo procesów produkcyjnych zaprojektowane jako nieodzowne, nieodłączne i przynależące do niego. Materiały czy procesy inherentne są bezpieczniejsze ponieważ wynika to z ich charakterystyki i nieodłącznych właściwości. Idea ma na celu ochronę życia, zdrowia i mienia oraz zapobieganie wypadkom. Celem jest obniżenie ryzyka niesionego przez proces zmniejszając ilości niebezpiecznych materiałów i procesów co dodatkowo obniżyć może koszty zakładu. Mówiąc obrazowo używanie środków bezpieczeństwa inherentnego jest jak dokładanie kolejnych warstw ochronnych między czynnik ryzyka a człowieka. Najlepsze efekty przynosi wykorzystanie narzędzi zwiększających bezpieczeństwo inherentne już w fazie koncepcyjnej planowania instalacji, jednak mogą być one aplikowane również na każdym innym etapie procesu.

## Początki koncepcji
Rozwój przemysłu w drugiej połowie XX wieku, który w przypadku zakładów chemicznych polega na zwiększeniu skali procesu, pociągnął za sobą niechciane skutki w postaci coraz częściej zdarzających się wypadków. Największe i najbardziej szokujące miały miejsce w Flixborough w 1974 roku oraz w Seveso w 1976. Konsekwencją rosnącego ryzyka był rozwój instalacji i systemów ochronnych, które nie tylko komplikowały instalację ale również pociągały za sobą koszty. W sytuacji tej coraz większego znaczenia zaczynała nabierać idea mówiąca o potrzebie eliminacji niebezpieczeństwa, a gdy jest to niemożliwe określenie poziomu ryzyka, którego nie należy przekraczać.
Duża część wypadków spowodowana jest błędem ludzkim, a także zawodnością sprzętu. Niemożliwe jest, aby pracownik utrzymywał nieustannie pełną koncentrację, jak również aby sprzęt był w 100% niezawodny. Przyczyniło się to do powstania idei mającej na celu budowę zakładów przyjaznych dla pracownika, o odpowiedniej tolerancji błędu ludzkiego, gdzie nawet w przypadku awarii nie powstają poważne zakłócenia w produkcji i wydajności

## Fundamentalne prawa bezpieczeństwa inherentnego
Ideę bezpieczeństwa inherentnego jako pierwszy przedstawił Trevor Kletz w późnych latach siedemdziesiątych XX wieku. Sformował on pięć fundamentalnych praw bezpieczeństwa inherentnego: minimalizacja, substytucja, tłumienie, uproszczenie oraz ograniczenie efektów.

### Minimalizacja
Minimalizacja odnosi się do skali prowadzonego procesu. Ze wzrostem skali zakładu rośnie niebezpieczeństwo. Obecna wiedza pozwala na zaprojektowanie procesu, w którym wydajność nie spada pomimo zmniejszenia ilości zasobów. Kluczem do właściwej aplikacji zasady minimalizacji jest takie zaprojektowanie procesu, aby możliwe straty podczas produkcji były jak najmniejsze i nie powodowały szkód w zakładzie.
Przykładami mogą być:
- Nitrogliceryna dawniej wytwarzana w reaktorach zawierających około 1 tony wsadu, aktualnie otrzymywana jest w małych reaktorach zawierających kilkaset gramów substancji.
- System do destylacji Higbee pozwala na tysiąckrotne zmniejszenie zasobów.
Aplikacja zasady minimalizacji może pozwolić na oszczędności związane z zakupem mniejszej i mniej skomplikowanej aparatury.

### Substytucja
Substytucja ma na celu zmianę aparatury, procesów czy substratów na bezpieczniejsze. Zmniejsza ona ryzyka, a także pozwala na oszczędności w zakładzie. Przykładami mogę być:
- Używanie wody pod ciśnieniem jako medium do transportu ciepła zamiast palnych olei.
- Użycie fluorowanych węglowodorów jako czynników chłodzących zamiast amoniaku, propylenu lub etylenu.

### Tłumienie
Tłumienie wiąże się z prowadzeniem procesu w porównywalnie bezpieczniejszych warunkach. Mogą być to na przykład temperatura pokojowa, ciśnienie atmosferyczne, ciekły stan skupienia, jak również transport związków chemicznych w bezpiecznej formie.
Przykłady:
- Składowanie bezwodnego amoniaku w niskiej temperaturze, zamiast pod ciśnieniem 
w temperaturze otoczenia. Powstający wyciek w pierwszym przypadku wytwarza mniej pary.
- Użycie gazowego propylenu zamiast ciekłego rozpuszczonego w palnych rozpuszczalnikach w procesie wytwarzania polipropylenu.

### Uproszczenie
Uproszczenie jest zasadą pozwalającą na oszczędności w zakładzie. Odnosi się ona tak do sprzętu jak i do produktów. Im aparatura jest prostsza, tym najczęściej jest bezpieczniejsza i tańsza. Uproszczenie pozwala również uniknąć skomplikowanych reakcji oraz produktów ubocznych. Zasadę najlepiej zaaplikować już na etapie projektowym.
Przykłady:
- Użycie mocniejszych zbiorników może sprawić, że duże zawory odciążające staną się zbędne.
- Użycie w aparaturze gatunków stali przystosowanych do niskich temperatur może sprawić, że zbędna stanie się skomplikowana aparatura mająca na celu niedopuszczenie do zbytniego wychłodzenia.
- Użycie zasad minimalizacji, substytucji i tłumienia również może przyczynić się do uproszczenia instalacji procesowej.

### Ograniczenie efektów
Ostatnia z zasad mówi o konieczności zmian w projektowaniu procesu i aparatury tak, aby nie dochodziło do powstawania produktów ubocznych, mogących prowadzić do interakcji, a także powstawania silnych efektów na przykład cieplnych czy energetycznych.
Przykładem zastosowania tej zasady może być dwuetapowa reakcja, którą prowadzimy w jednym reaktorze dodając w pierwszym kroku substraty A i B, a w drugim C i D. W momencie błędu i podania ich w niewłaściwej kolejności dojść może do reakcji ubocznych, które mogą być potencjalnie niebezpieczne. Rozwiązaniem problemu jest wykorzystanie dwóch reaktorów: w pierwszym zachodzi reakcja substratów A i B, produkt zostaje przetransportowany do drugiego reaktora, gdzie podaje się tylko substraty C i D, co automatycznie uniemożliwia błąd.

## Rozwój koncepcji słów kluczy
Wraz z rozwojem zainteresowania bezpieczeństwem inherentnym ewoluowała również koncepcja słów kluczy:
- Wczesne zmiany – wczesna identyfikacja zagrożeń, najlepiej już w fazie projektowej.
- Unikanie efektu domina – projektowanie aparatury oraz zakładu w taki sposób by jeden wypadek nie pociągał za sobą kolejnych.
- Przejrzystość – prosta w obsłudze aparatura oraz edukacja personelu.
- Unikanie nieprawidłowego montażu – odpowiednie oznaczenia oraz zaprojektowanie aparatury w taki sposób, aby nieprawidłowe połączenie było niemożliwe.
- Tolerancja błędu – Proces oraz aparatura projektowane są w taki sposób, by była możliwość powstania błędu. Materiały konstrukcyjne powinny być również odporne na korozję oraz warunki atmosferyczne.
- Łatwość w obsłudze i kontroli – aparatura powinna być kontrolowana przy zastosowaniu rozwiązań opierających się na prawach fizyki, zamiast skomplikowanej aparatury kontrolnej.
- Procedury administracyjne – Przede wszystkim szkolenia pracowników i personelu. Zasada ta zawiera w sobie również kilka poprzednio wymienionych np. łatwość kontroli, przejrzystość czy unikanie nieprawidłowego montażu.